# كتلة خام

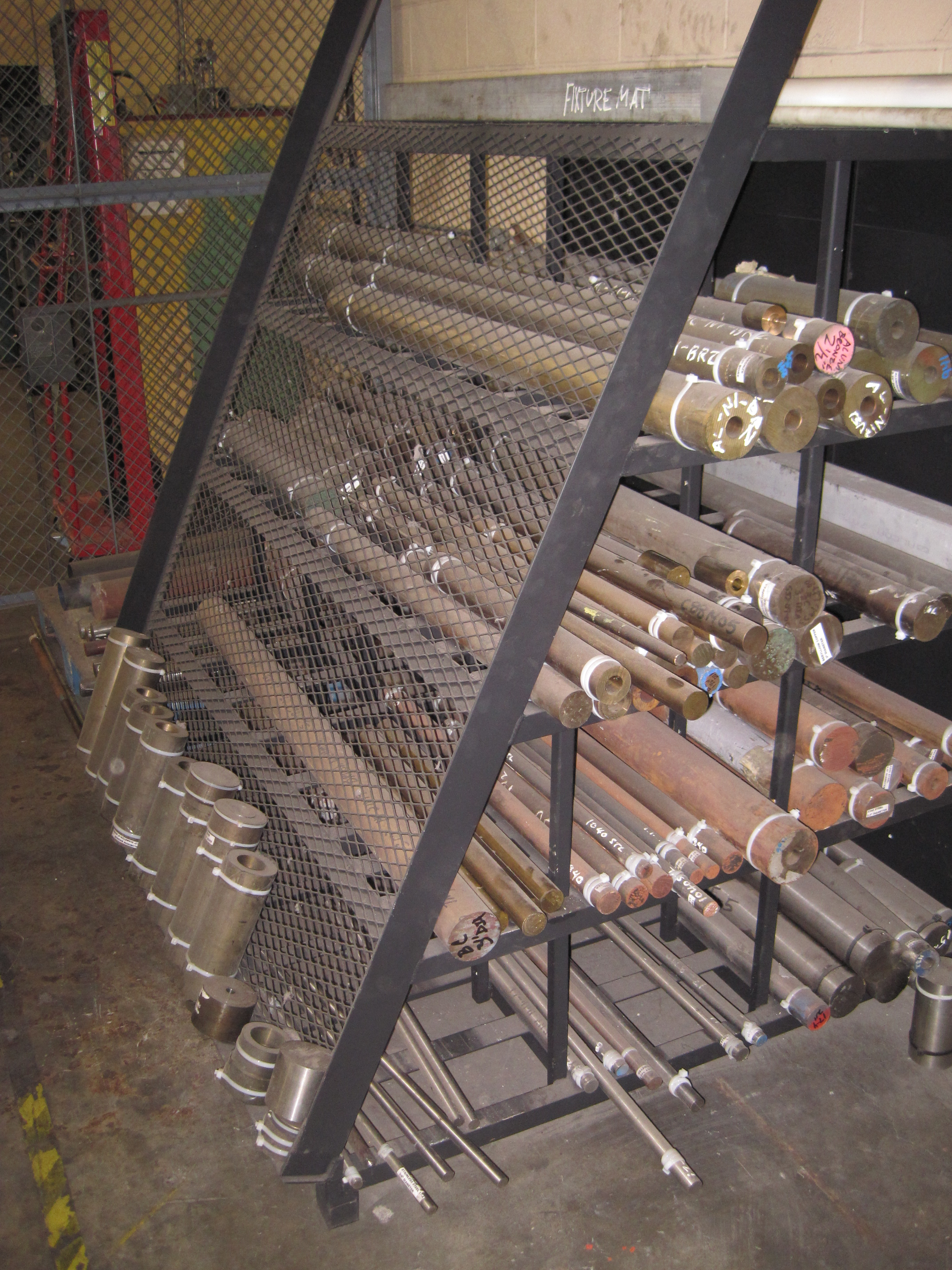
قضبان معدنية مخزنة.

الكتلة الخام  في الصناعة هي الهيئة التي تحفظ عليه منتجات المواد، التي ستستعمل لاحقاً على شكل مادة أولية خام في صناعات أخرى.
يكثر استخدام هذا المبدأ في الصناعات المعدنية، حيث تحفظ الفلزات والمعادن على شكل قضبان معدنية.